# Association Sportive Nancy-Lorraine 1972-1973
Questa voce raccoglie le informazioni riguardanti l'Association Sportive Nancy-Lorraine nelle competizioni ufficiali della stagione 1972-1973.

## Maglie e sponsor
Lo sponsor ufficiale per la stagione 1972-1973 è Le Coq Sportif, mentre lo sponsor ufficiale è Meubles Foissey.
| Manica sinistra · Manica sinistra · Maglietta · Maglietta · Manica destra · Manica destra · Pantaloncini · Calzettoni |

## Rosa
| N. |                    | Ruolo | Calciatore            |
| -- | ------------------ | ----- | --------------------- |
|    | Francia (bandiera) | P     | Patrick Bernhard      |
|    | Francia (bandiera) | P     | Gilbert Conrath       |
|    | Francia (bandiera) | P     | Jean-Michel Fouché    |
|    | Francia (bandiera) | D     | Gérard Becker         |
|    | Uruguay (bandiera) | D     | Carlos Curbelo        |
|    | Francia (bandiera) | D     | Roger Formica         |
|    | Francia (bandiera) | D     | Roger Lemerre         |
|    | Francia (bandiera) | D     | José Lopez            |
|    | Francia (bandiera) | D     | Jean Palka            |
|    | Francia (bandiera) | D     | Jean-Pierre Raczynski |
|    | Francia (bandiera) | D     | Antoine Redin         |
|    | Francia (bandiera) | D     | René Woltrager        |

| N. |                      | Ruolo | Calciatore           |
| -- | -------------------- | ----- | -------------------- |
|    | Francia (bandiera)   | C     | Jean-Paul Chenevotot |
|    | Francia (bandiera)   | C     | Christian Chenu      |
|    | Francia (bandiera)   | C     | Rolland Ehrhardt     |
|    | Argentina (bandiera) | C     | Eduardo Florès       |
|    | Francia (bandiera)   | C     | Charles Gasparini    |
|    | Francia (bandiera)   | C     | Yves Herbet          |
|    | Francia (bandiera)   | C     | Michel Platini       |
|    | Francia (bandiera)   | C     | Patrick Precheur     |
|    | Francia (bandiera)   | C     | Patrice Vicq         |
|    | Argentina (bandiera) | A     | Raúl Castronovo      |
|    | Francia (bandiera)   | A     | Antoine Kuszowski    |